# Mascate
Mascate (en árabe: مسقط, tr. como Masqaṭ) es la mayor ciudad y capital del sultanato de Omán, situada a orillas del golfo de Omán. Tiene una población estimada para 2010 de 769 090 habitantes, cifra que aumenta hasta 1 211 976 en su área metropolitana.

## Historia
Fue una posesión portuguesa de 1507 a 1580 y de 1640 a 1650; de España entre 1580 y 1640. Es una de las ciudades más antiguas del Medio Oriente.
Existen evidencias de actividad comunal en el área alrededor de Mascate del sexto milenio antes de nuestra era en Ras al-Hamra, donde se han encontrado lugares de enterramiento de pescadores. Las tumbas aparecen bien formadas e indican la existencia de rituales de enterramiento. Al sur de Mascate, restos de cerámica de Harappa indican algún nivel de contacto con la civilización del Indus. La notoriedad de Mascate como puerto es reconocida tan temprano como el primer siglo de nuestra era por el geógrafo griego Ptolomeo, que se refiere a él como Cryptus Portus (el Puerto Escondido), y por Plinio el Viejo, que lo llama Amithoscuta.
El puerto cayó en una invasión sasánida en el siglo III de nuestra era, bajo el gobierno de Sapor I, mientras que la conversión al islam ocurrió durante el siglo VII. La importancia de Mascate como puerto comercial continuó creciendo en los siguientes siglos, bajo la influencia de la dinastía Azd, una tribu local. El establecimiento del primer Imanato en el siglo IX d. C. fue el primer paso para consolidar las dispares facciones tribales omaníes bajo la bandera del estado Ibadi. Sin embargo, las escaramuzas tribales continuaron, permitiendo a los abasíes de Bagdad conquistar Omán. Los abasíes ocuparon la región hasta el siglo XI, cuando fueron expulsados por la tribu local de los Yahmad. El poder sobre Omán cambió de la tribu de los Yahmad al clan Azdi de Nahahinah, durante cuyo gobierno, las poblaciones de los puertos costeros como Mascate prosperaron mediante el comercio marítimo y estrechas alianzas con el subcontinente indio, al coste de la alienación de la población del interior de Omán.

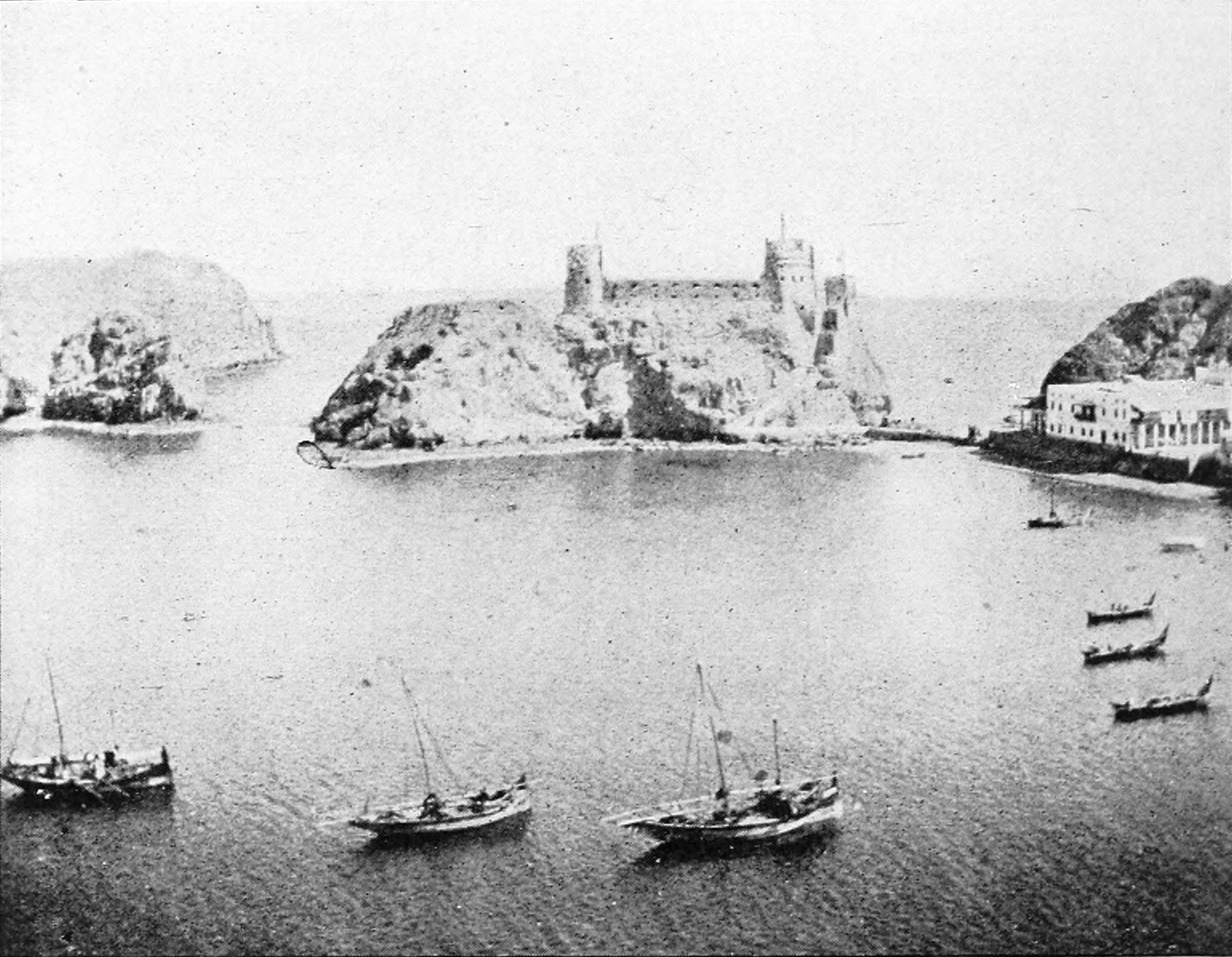
Puerto de Mascate, ca. 1903. Detrás es visible el Fuerte Al Jalali.

El conquistador portugués Afonso de Albuquerque atacó Mascate en julio de 1507. Se produjo una sangrienta batalla entre los portugueses y las fuerzas leales al gobernador persa de la ciudad. Después de la caída de la ciudad, Albuquerque masacró a la mayoría de los habitantes que permanecían —hombres, mujeres y niños—, tras lo cual la población fue ocupada y saqueada.

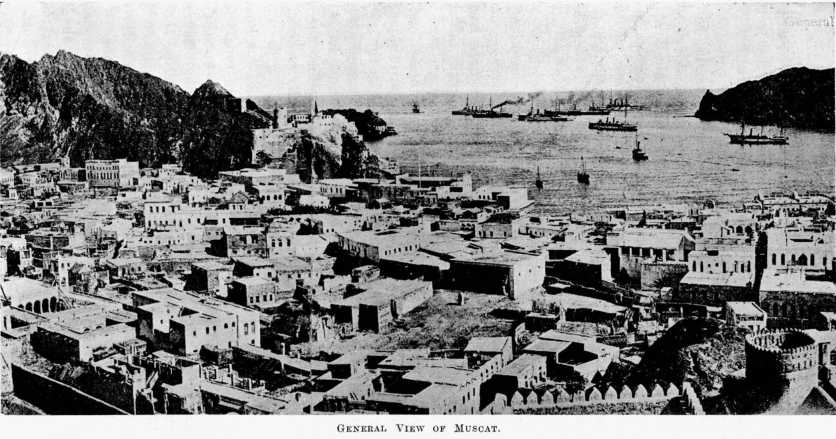
El puerto de Mascate durante la I Guerra Mundial.

Los portugueses mantuvieron un puesto en Mascate durante casi un siglo y medio, a pesar de los desafíos de Persia y del bombardeo de la población por los turcos en 1546. Los turcos capturaron dos veces Mascate a los portugueses, en la Captura de Mascate (1552) y 1581-88. La elección de Nasir bin Murshid al-Yaribi como Imam de Omán en 1624 cambió la balanza de poder otra vez en la región, de los persas y portugueses a los Omaníes locales. El 16 de agosto de 1648 el Imam lanzó su ejército contra Mascate, y capturó y demolió las elevadas torres de los portugueses, lo que debilitó su control sobre la ciudad. Decisivamente, en 1650, un pequeño pero determinado cuerpo de las tropas del Imam atacó el puerto durante la noche, forzando la definitiva rendición de los portugueses el 23 de enero de 1650. Una guerra civil, y repetidas incursiones del rey persa Nadir Shah en el siglo XVIII desestabilizaron la región, y relaciones más estrechas entre el interior de la región y Mascate. Este vacío de poder en Omán llevó a la aparición de la dinastía Al Bu Sa'id, que ha gobernado Omán desde entonces.

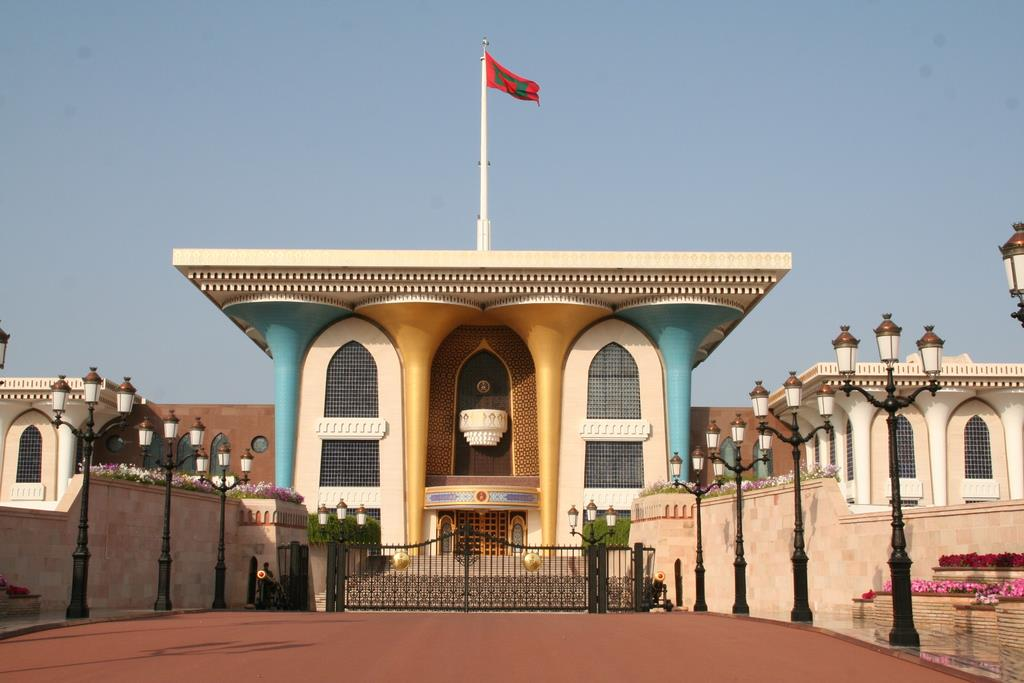
Palacio del sultán Qabus bin Said Al Said en Mascate.

La supremacía naval y militar de Mascate fue incrementada en el siglo XIX por Said bin Sultan, que ganó el control sobre Zanzíbar, que trasladó su capital a Stone Town, en el barrio antiguo de la ciudad de Zanzíbar, en 1840. Sin embargo, después de su muerte en 1856, se perdió el control sobre Zanzíbar, que se convirtió en un sultanato independiente bajo su sexto hijo, Majid bin Said (1834/5-1870), mientras que su tercer hijo, Thuwaini bin Said, se convirtió en sultán de Omán.
Durante la segunda mitad del siglo XIX, la fortuna de los Al Bu Sa`id declinó y las fricciones con los imames del interior resurgieron. Mascate y Matrah fueron atacadas por tribus del interior en 1895 y nuevamente en 1915. Una tentativa de alto el fuego fue rota por los británicos, que dio al interior mayor autonomía. Sin embargo, los conflictos entre las dispares tribus del interior, y con el sultán de Mascate y Omán continuaron durante la década de 1950, y finalmente escalaron hasta la rebelión de Dhofar (1962). La rebelión obligó al sultán Said bin Taimur a buscar asistencia de los británicos para sofocar las revueltas en el interior. El fracaso del intento de asesinato de Said bin Taimur llevó al posterior aislamiento del sultán, que trasladó su residencia de Mascate a Salalah, en medio del conflicto entre civiles armados. El 23 de julio de 1970 Qabus bin Said Al Said, hijo del sultán, protagonizó un golpe de Estado sin derramamiento de sangre en el palacio de Salalah con asistencia de los británicos, y tomó el control como gobernante.
Con la asistencia de los británicos, Qabus bin Said puso fin al alzamiento de Dhofar y consolidó su dominio sobre los territorios tribales. Él renombró el país como Sultanato de Omán (denominado Mascate y Omán anteriormente), en un intento de acabar con el aislamiento del interior de Mascate. Qabus hizo una lista de Omaníes capaces para ocupar posiciones en su nuevo gobierno, en corporaciones tales como Petroleum Development Oman (PDO). Se establecieron nuevos ministerios para servicios sociales como salud y educación. La construcción de Mina Qabus, un nuevo puerto concebido inicialmente por Sa‘id bin Taimur, fue desarrollada durante los primeros años del gobierno de Qabus. Similarmente, el nuevo aeropuerto internacional fue desarrollado en el distrito Seeb de Mascate. Un complejo de oficinas, almacenes, tiendas y viviendas ha transformado la ciudad vieja de Ruwi en Muttrah en un distrito comercial. El primer paso del plan de desarrollo quinquenal en 1976 destacó el desarrollo en infraestructuras, que proporcionaron nuevas oportunidades para el comercio y el turismo en la década de 1980-1990, atrayendo emigrantes en el entorno de la región. El 6 de junio de 2007, el ciclón Gonu alcanzó Mascate y causó extensos daños a la propiedad, a las infraestructuras y a la actividad comercial.

## Geografía
Mascate también es el nombre de una de las gobernaciones en que se divide Omán, compuesta a su vez por seis vilayatos: Mascate, Matrah, Bousher, Seeb, Al Amirat y Qurayyat.

### Clima
Mascate presenta un clima cálido y árido (clasificación climática de Köppen BWh) con veranos largos y sofocantes e "inviernos" cálidos. La precipitación anual en Mascate es de unos 10 centímetros o 4 pulgadas, cayendo principalmente de diciembre a abril. En general, la precipitación es escasa en Mascate, con varios meses en promedio viendo solo un rastro de lluvia. Sin embargo, en los últimos años, las fuertes precipitaciones de los sistemas tropicales que se originan en el mar Arábigo han afectado a la ciudad. El ciclón Gonu en junio de 2007 y el ciclón Phet en junio de 2010 afectaron a la ciudad con vientos dañinos y cantidades de lluvia superiores a 100 milímetros o 4 pulgadas en un solo día. El clima generalmente es muy cálido y también muy húmedo en el verano, con temperaturas que a veces alcanzan los 45 °C o 113 °F.
| Parámetros climáticos promedio de Mascate, Omán | Parámetros climáticos promedio de Mascate, Omán | Parámetros climáticos promedio de Mascate, Omán | Parámetros climáticos promedio de Mascate, Omán | Parámetros climáticos promedio de Mascate, Omán | Parámetros climáticos promedio de Mascate, Omán | Parámetros climáticos promedio de Mascate, Omán | Parámetros climáticos promedio de Mascate, Omán | Parámetros climáticos promedio de Mascate, Omán | Parámetros climáticos promedio de Mascate, Omán | Parámetros climáticos promedio de Mascate, Omán | Parámetros climáticos promedio de Mascate, Omán | Parámetros climáticos promedio de Mascate, Omán | Parámetros climáticos promedio de Mascate, Omán |
| Mes                                             | Ene.                                            | Feb.                                            | Mar.                                            | Abr.                                            | May.                                            | Jun.                                            | Jul.                                            | Ago.                                            | Sep.                                            | Oct.                                            | Nov.                                            | Dic.                                            | Anual                                           |
| ----------------------------------------------- | ----------------------------------------------- | ----------------------------------------------- | ----------------------------------------------- | ----------------------------------------------- | ----------------------------------------------- | ----------------------------------------------- | ----------------------------------------------- | ----------------------------------------------- | ----------------------------------------------- | ----------------------------------------------- | ----------------------------------------------- | ----------------------------------------------- | ----------------------------------------------- |
| Temp. máx. abs. (°C)                            | 34.6                                            | 38.2                                            | 41.5                                            | 44.9                                            | 48.3                                            | 48.5                                            | 49.1                                            | 49.2                                            | 47.2                                            | 43.6                                            | 39.4                                            | 37.8                                            | 49.2                                            |
| Temp. máx. media (°C)                           | 25.5                                            | 26.1                                            | 29.8                                            | 34.7                                            | 39.5                                            | 40.4                                            | 38.6                                            | 36.2                                            | 36.3                                            | 35.0                                            | 30.5                                            | 27.1                                            | 33.3                                            |
| Temp. media (°C)                                | 21.3                                            | 21.9                                            | 25.2                                            | 29.8                                            | 34.2                                            | 35.2                                            | 34.3                                            | 32.0                                            | 31.4                                            | 29.7                                            | 25.7                                            | 22.6                                            | 28.6                                            |
| Temp. mín. media (°C)                           | 17.3                                            | 17.6                                            | 20.7                                            | 24.7                                            | 29.1                                            | 30.6                                            | 30.4                                            | 28.4                                            | 27.5                                            | 24.9                                            | 20.9                                            | 18.9                                            | 24.3                                            |
| Temp. mín. abs. (°C)                            | 1.6                                             | 2.3                                             | 7.0                                             | 10.3                                            | 17.2                                            | 21.6                                            | 23.5                                            | 21.3                                            | 19.0                                            | 14.3                                            | 9.4                                             | 4.5                                             | 1.6                                             |
| Precipitación total (mm)                        | 12.8                                            | 24.5                                            | 15.9                                            | 17.1                                            | 7.0                                             | 0.9                                             | 0.2                                             | 0.8                                             | 0.0                                             | 1.0                                             | 6.8                                             | 13.3                                            | 100.3                                           |
| Horas de sol                                    | 268.6                                           | 244.8                                           | 278.3                                           | 292.5                                           | 347.4                                           | 325.7                                           | 277.7                                           | 278.6                                           | 303.9                                           | 316.9                                           | 291.9                                           | 267.0                                           | 3493.3                                          |
| Humedad relativa (%)                            | 63                                              | 64                                              | 58                                              | 45                                              | 42                                              | 49                                              | 60                                              | 67                                              | 63                                              | 55                                              | 60                                              | 65                                              | 57.6                                            |
| Fuente: NOAA                                    |                                                 |                                                 |                                                 |                                                 |                                                 |                                                 |                                                 |                                                 |                                                 |                                                 |                                                 |                                                 |                                                 |

## Demografía
Según el censo de 2003 realizado por el Ministerio de Economía Nacional de Omán, la población de Mascate superaba los 630.000 habitantes, de los cuales 370.000 eran hombres y 260.000 mujeres. Mascate constituía la segunda provincia más grande del país, después de la Región de Al Batinah, y representaba el 27% de la población total de Omán. En 2003, los omaníes constituían el 60% de la población total de Mascate, mientras que los expatriados representaban alrededor del 40%.

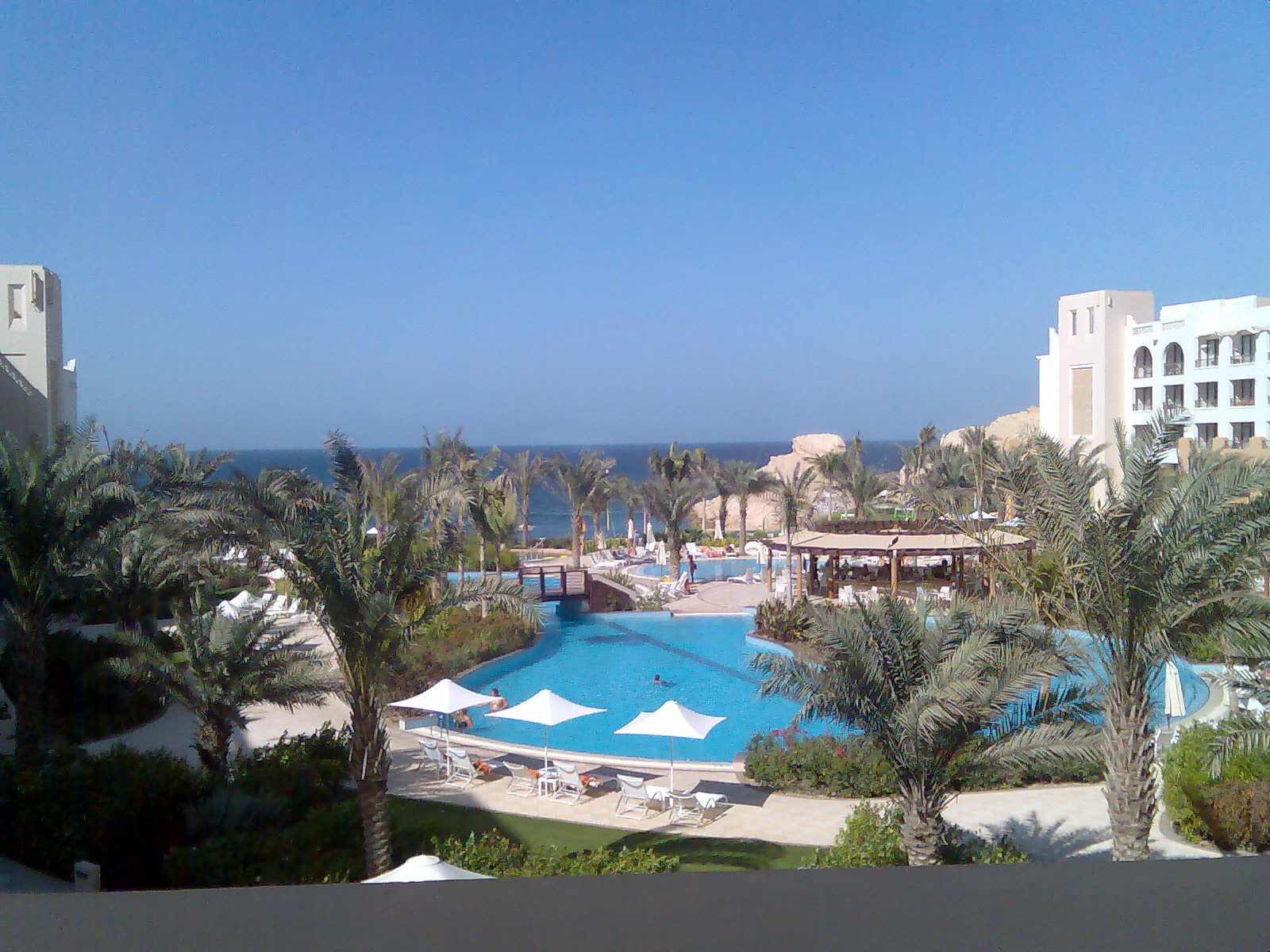
Shangri La en Mascate

La gobernación de Mascate comprende seis wilayat: Muttrah, Bawshar, Seeb, Al Amrat, Mascate y Qurayyat. Seeb, situada en la sección occidental de la gobernación, era la más poblada (con más de 220.000 residentes), mientras que Muttrah tenía el mayor número de expatriados (con más de 100.000). Aproximadamente el 71% de la población se encontraba dentro del grupo de edad de 15 a 64 años, siendo la edad media de los omaníes de 23 años. Alrededor del 10% de la población es analfabeta, una mejora si se compara con la tasa de analfabetismo del 18% registrada durante el censo de 1993. Los expatriados representaban más del 60% de la mano de obra, dominada por los hombres, que representaban el 80% de la mano de obra total de la ciudad. La mayoría de los expatriados (34%) ejercían profesiones relacionadas con la ingeniería, mientras que la mayoría de los omaníes trabajaban en campos de ingeniería, administrativos, científicos o técnicos. El  Ejército Real de Omán (y relacionados) era el que más empleaba a los omaníes, mientras que la construcción y el comercio mayorista y minorista empleaban al mayor número de expatriados.
La composición étnica de Mascate ha estado históricamente influenciada por personas no nativas de la Península arábiga. Documentos del Parlamento británico que se remontan al siglo XIX indican la presencia de una importante población hindú Gujarati de comerciantes en la ciudad De hecho, existían cuatro templos Hindus en Mascate hacia 1760. El cristianismo floreció en Omán (Bēṯ Mazūnāyē quier decir "tierra de los maganitas"; nombre derivado de su denominación sumeria) desde finales del siglo IV hasta principios del siglo V. La actividad misionera del pueblo asirio de la Iglesia de Oriente dio lugar a una importante población cristiana que vivía en la región, con un obispo atestiguado en el año 424 d. C. bajo el control de Fars y Arabia. Con el auge del Islam, la población cristiana de lengua siríaca y de habla árabe acabó desapareciendo. Se cree que el cristianismo fue recuperado por el Imperio portugués en 1507. Misioneros  Protestantes establecieron un hospital en Mascate en el siglo XIX.
Al igual que en el resto de Omán, el árabe es la lengua predominante de la ciudad. Además son hablados otros idiomas por la población de Mascate, como el inglés, el balochi, el sindhi, el suajili y las lenguas de la India como el bengalí, gujarati, hindi, konkani, malabar, maratí, oriya, Tamil, télugu y urdu.
La religión predominante en la ciudad es el Islam, siendo la mayoría de los seguidores Ibadi musulmanes. Los no musulmanes pueden practicar su religión, pero no pueden hacer proselitismo públicamente ni distribuir literatura religiosa. En 2017, el Sultanato de Omán inauguró el Mushaf Muscat, una  Caligrafía interactiva del Corán, después de un encargo del Ministerio de Dotaciones y Asuntos Religiosos de Omán.

## Religión
La mayoría de los residentes de la ciudad son musulmanes, la cual es religión oficial. En 2001, se abrió la Gran Mezquita del Sultán Qabus. Mascate también tiene una minoría de gente hindú y cristiana.

## Cultura

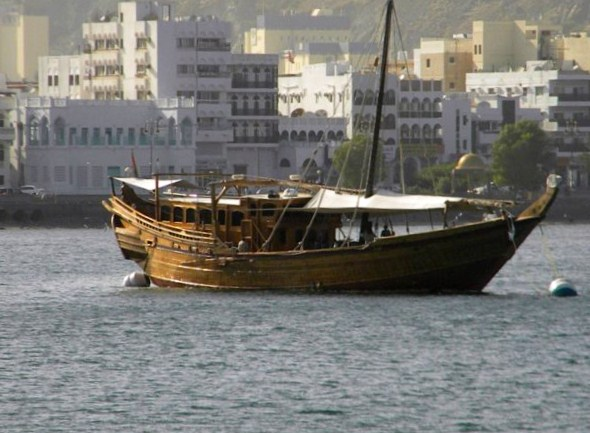
El tradicional Dhow, un símbolo perdurable de Omán.

Exteriormente, Omán comparte muchas de las características culturales de sus vecinos árabes, en particular los del Consejo de Cooperación del Golfo. A pesar de estas similitudes, hay factores importantes que hacen que Omán sea único en Oriente Medio. Son el resultado tanto de la geografía y la historia como de la cultura y la economía. La naturaleza relativamente reciente y artificial del estado de Omán dificulta la descripción de una cultura nacional; sin embargo, existe suficiente heterogeneidad cultural dentro de sus fronteras nacionales para que Omán se distinga de otros Estados árabes del golfo Pérsico. La diversidad cultural de Omán es mayor que la de sus vecinos árabes, dada su expansión histórica hacia la costa suajili y el océano Índico.
Omán tiene una larga tradición de construcción naval, ya que los viajes por mar desempeñaron un papel importante en la capacidad de los omaníes para mantenerse en contacto con las civilizaciones del mundo antiguo. Sur fue una de las ciudades de construcción naval más famosas del océano Índico. El barco Al Ghanja tarda un año entero en construirse. Otros tipos de barcos omaníes son As Sunbouq y Al Badan.
En marzo de 2016, los arqueólogos que trabajan frente a la isla de Al-Hallaniyah identificaron un naufragio que se cree que es el de la Esmeralda de la flota de Vasco da Gama de 1502-1503. El pecio fue descubierto inicialmente en 1998. Posteriormente se realizaron excavaciones subacuáticas entre 2013 y 2015 a través de una asociación entre el Ministerio de Patrimonio y Cultura de Omán y Blue Water Recoveries Ltd., una empresa de recuperación de naufragios. El buque fue identificado a través de artefactos como una "moneda portuguesa acuñada para el comercio con la India (una de las dos únicas monedas de este tipo que se conocen) y balas de cañón de piedra grabadas con lo que parecen ser las iniciales de Vincente Sodré, tío materno de da Gama y comandante de la Esmeralda. "

## Hermanamientos
- Amán, Jordania
- Nador, Marruecos

## Personajes notables
- Mohammed Al Barwani (nacido en 1952), multimillonario y fundador de MB Holding.
- Sarah-Jane Dias (nacida en 1974), actriz india. Estudió en la Escuela India de Mascate.
- Isla Fisher (nacida en 1976), actriz australiana, hija de padres escoceses y residente en Australia.
- Ali Al-Habsi (nacido en 1981), futbolista profesional, capitán de la selección nacional de Omán y portero del club saudí Al Hilal.
- Amad Al-Hosni (nacido en 1984), futbolista profesional.
- Ahmad Al Harthy (nacido en 1981), piloto de carreras.
- Fatma Al-Nabhani (nacida en 1991), tenista.
- Ali bin Masoud al Sunaidy (nacida en 1964), exministra de Comercio e Industria de Omán.
- Sneha Ullal (nacida en 1987), actriz india de Bollywood. Estudió en la Escuela India de Mascate.
- Nitya Vidyasagar (nacida en 1985), actriz estadounidense.
- Al Faisal Al Zubair (nacido en 1998), piloto de carreras.
- Hamed Al-Wahaibi (nacido en 1968), piloto de rally.
- Mohammad Al-Balushi (nacido en 1989), futbolista profesional.
- Muzna Al Musafer (nacida en 1987), primera directora de cine de Omán.

## Galería de imágenes

Mascate, Omán
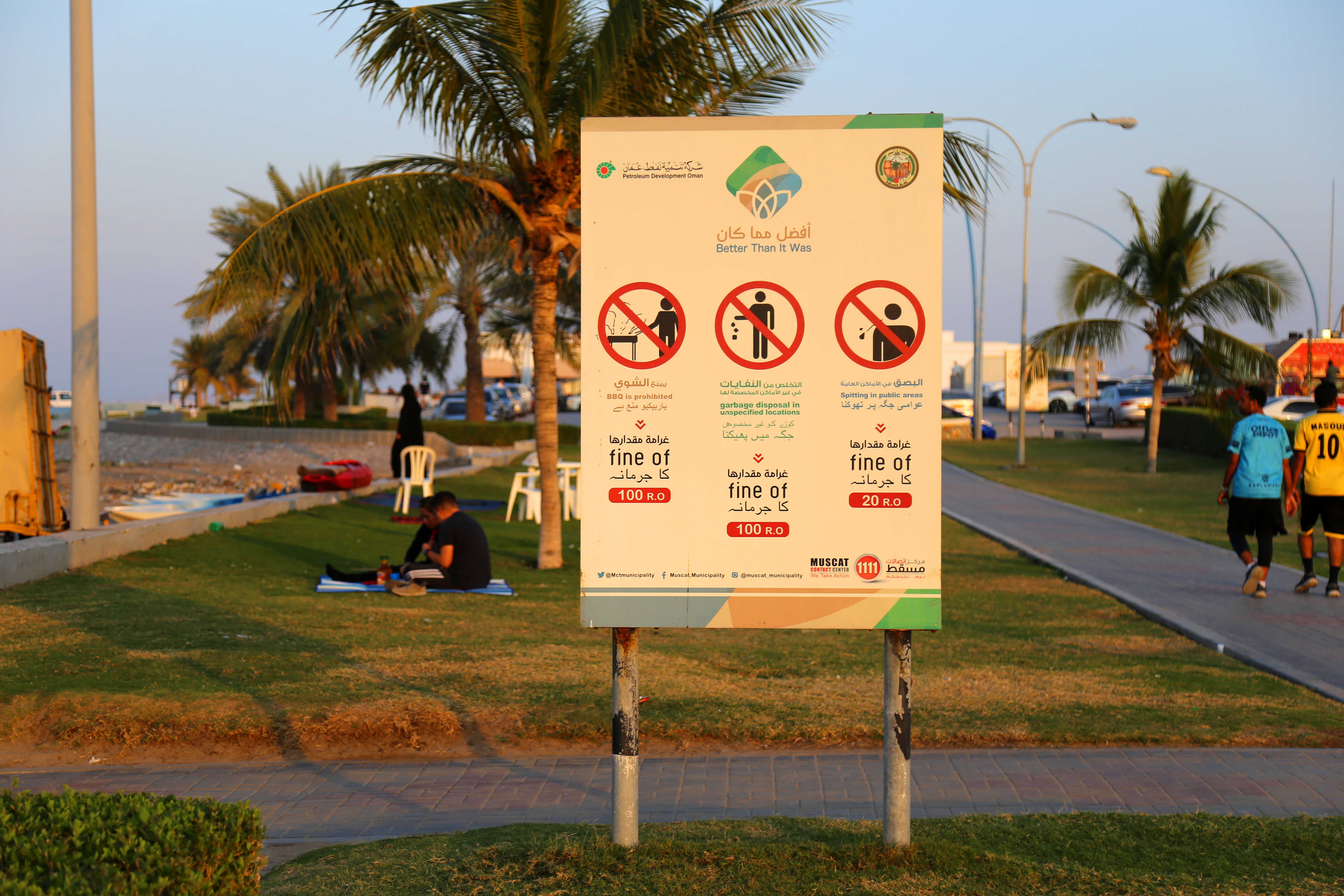
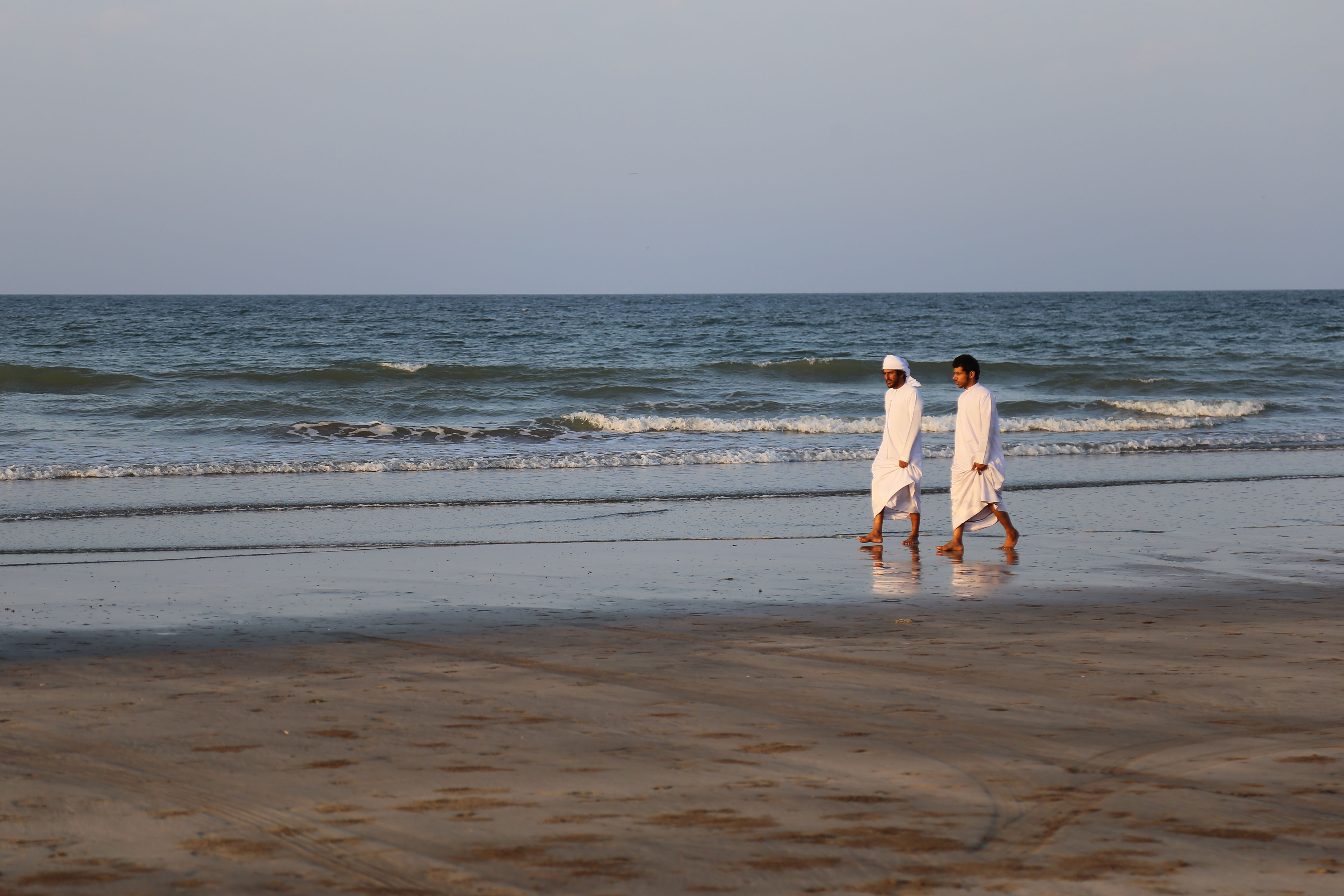
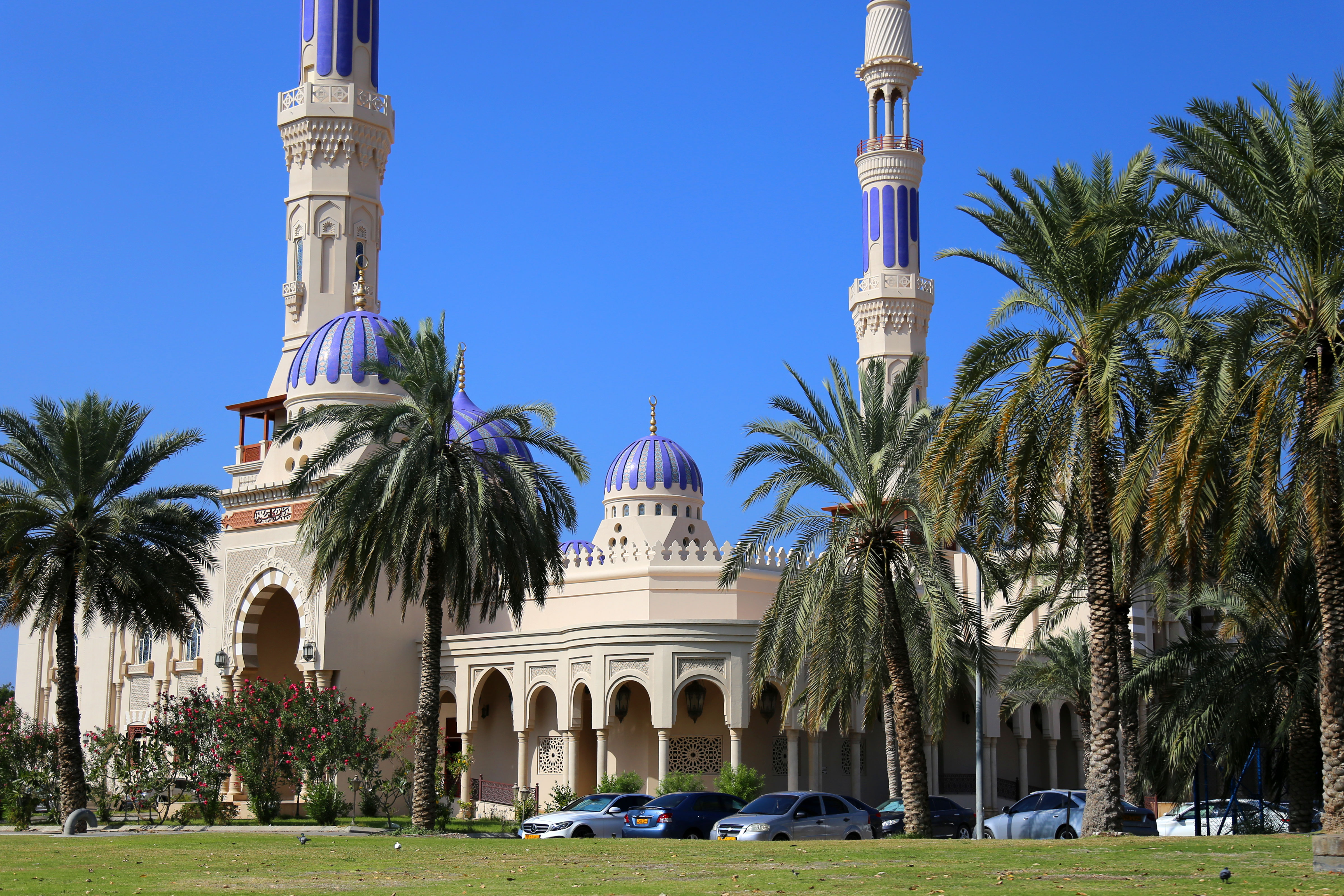
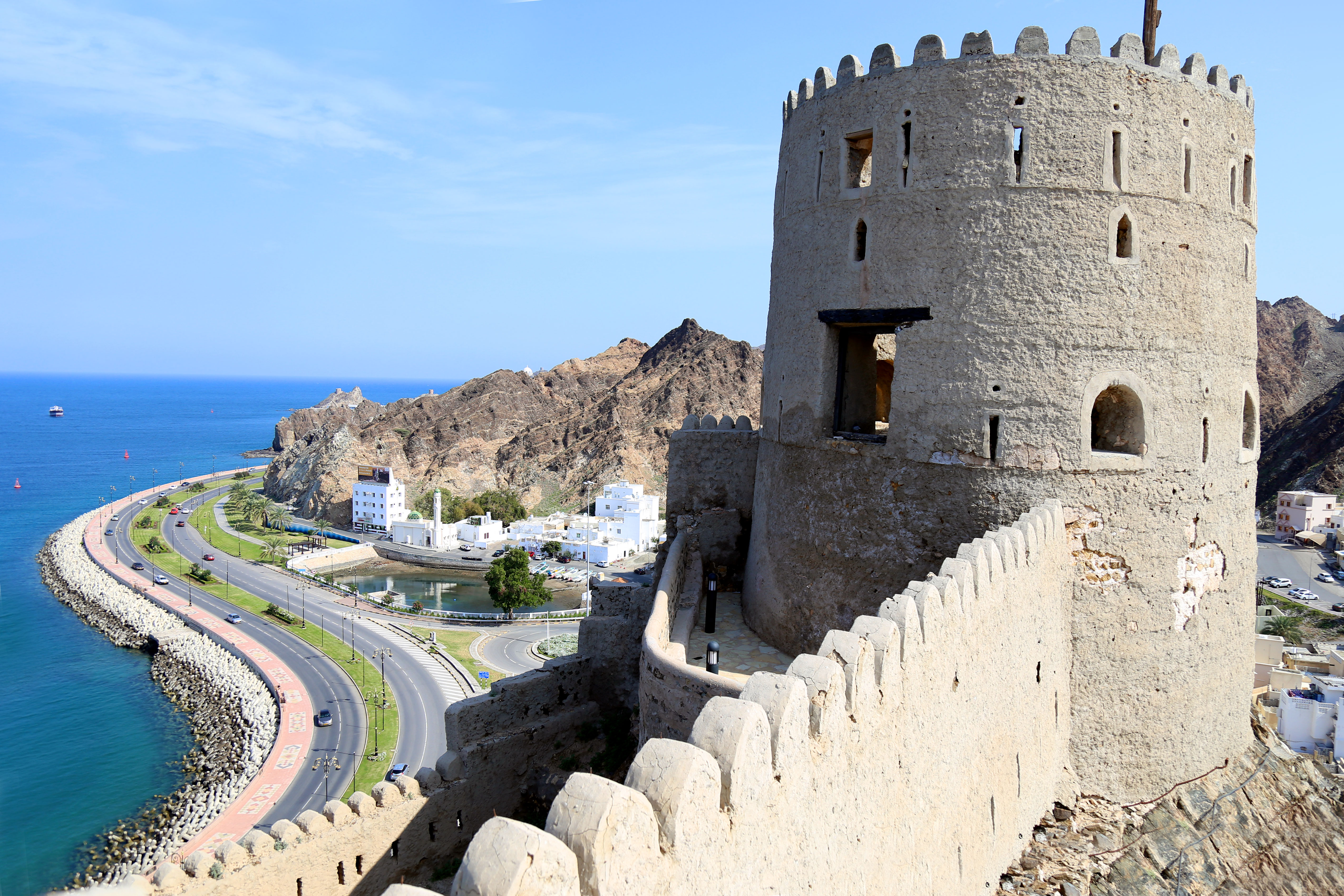
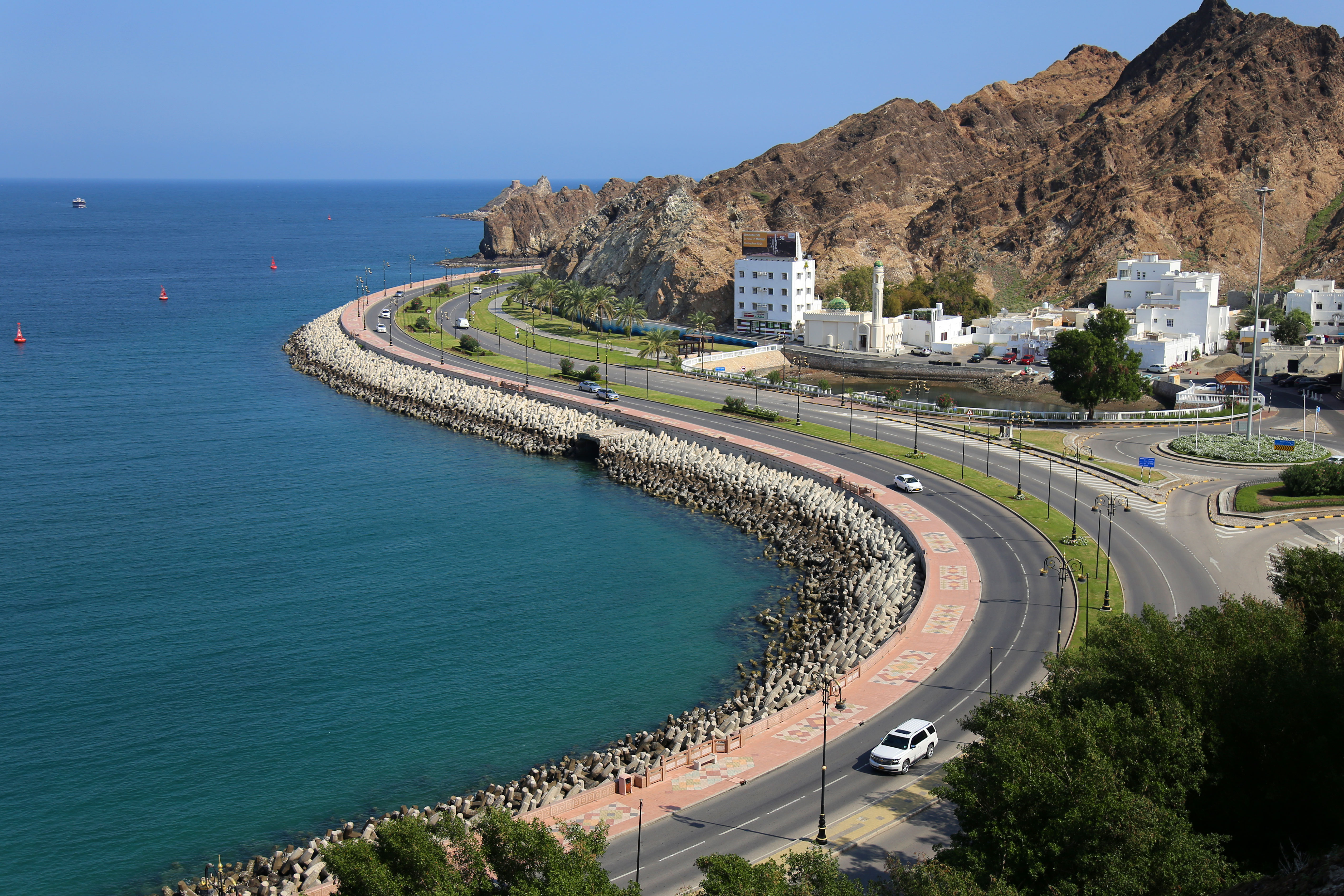
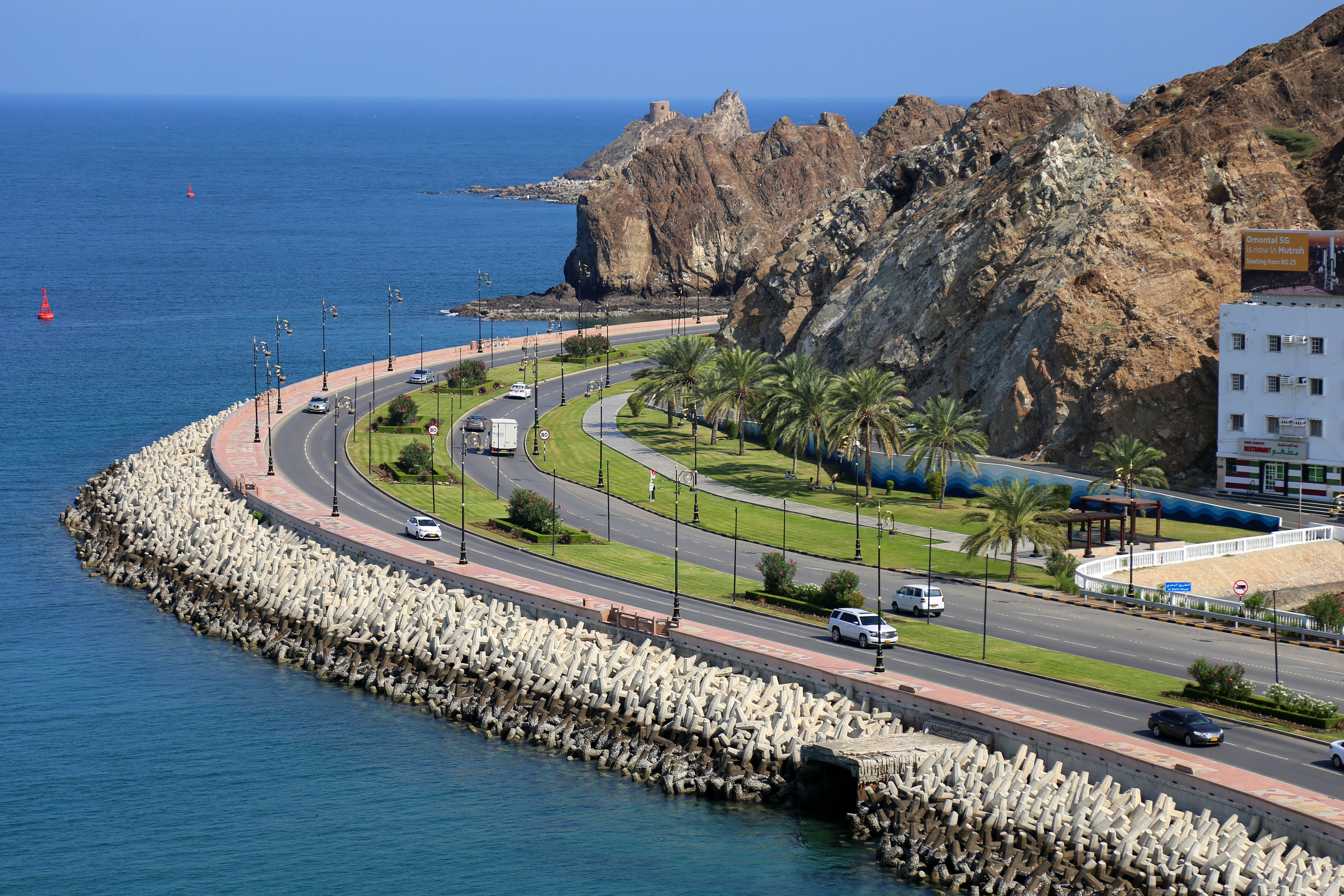
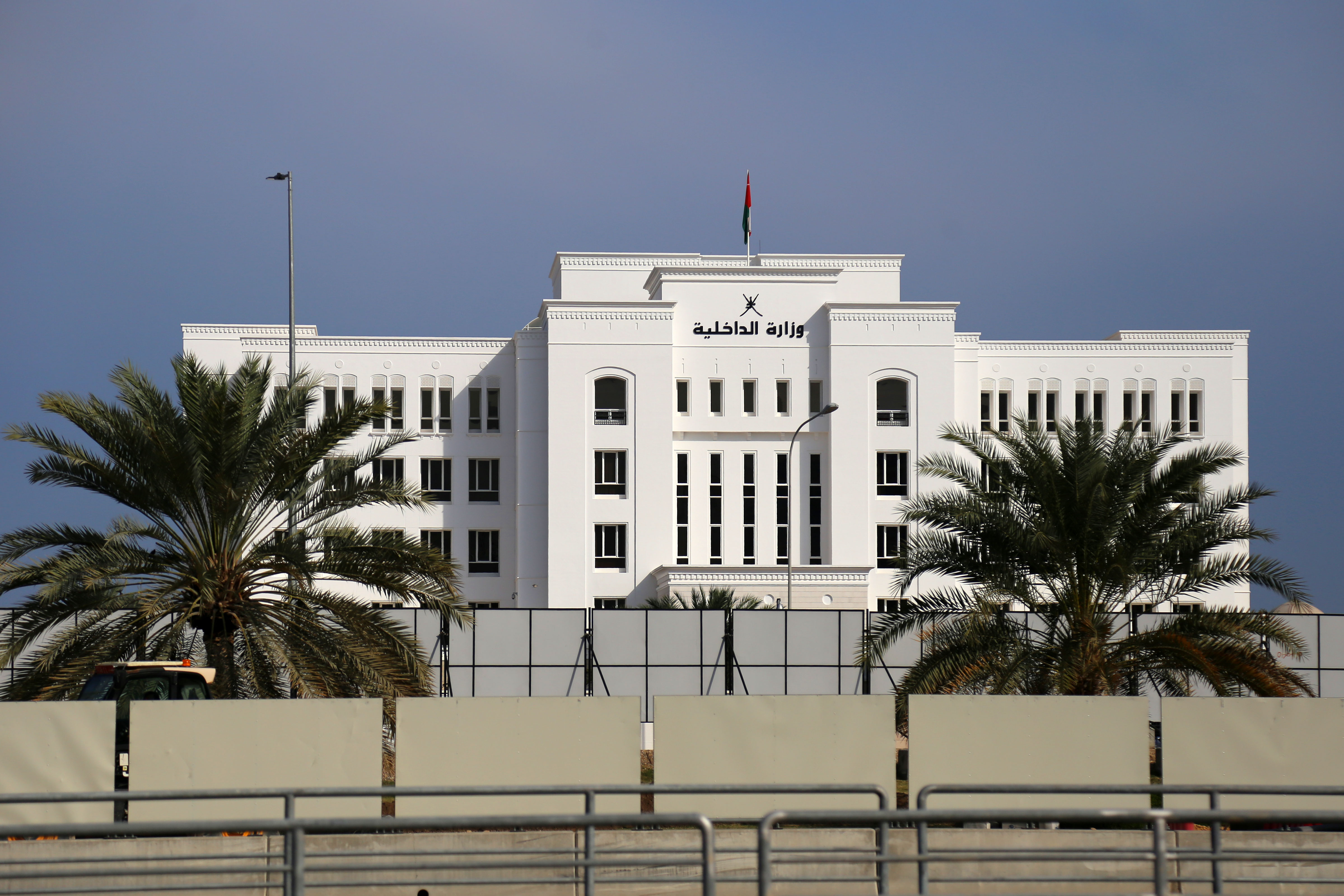
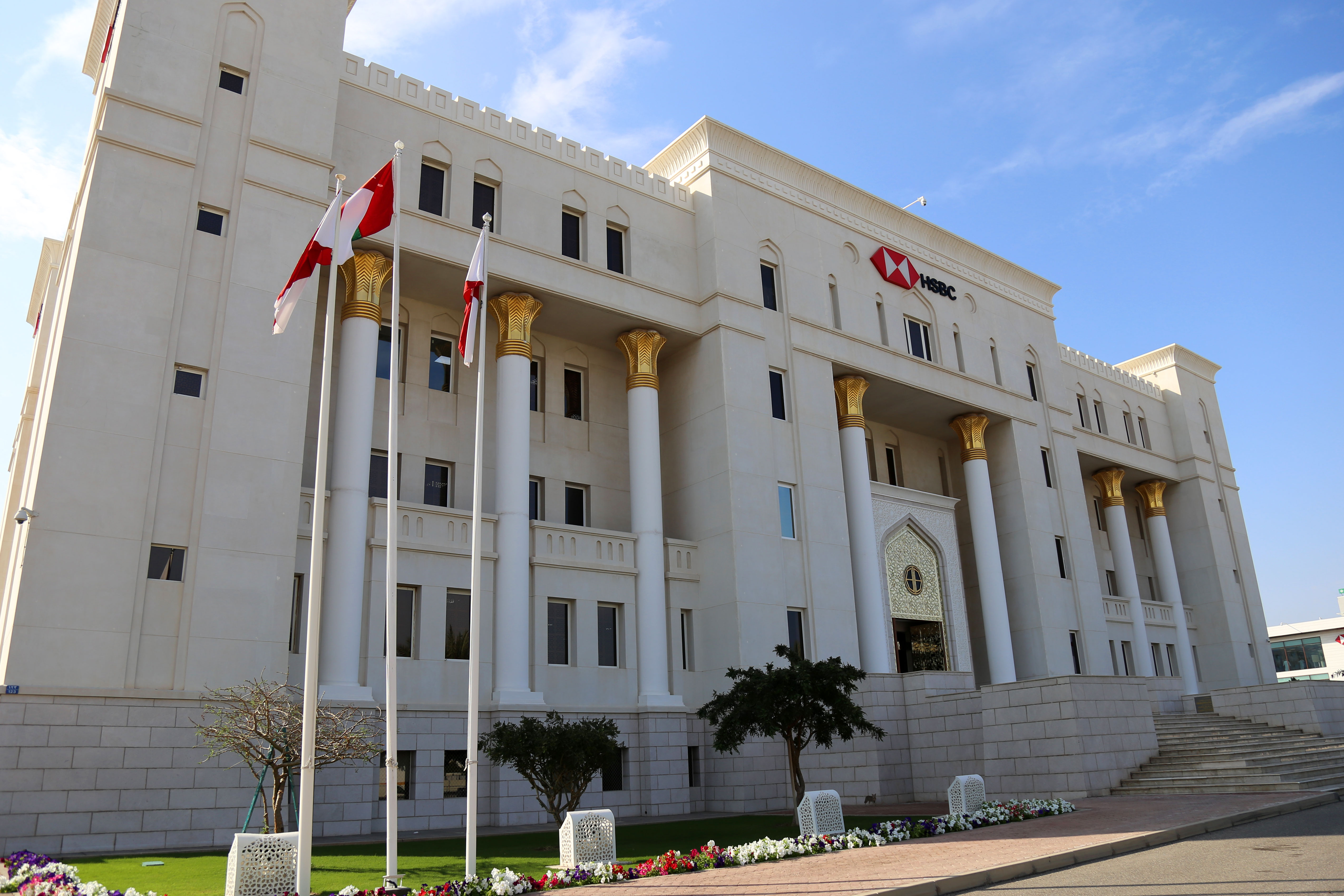
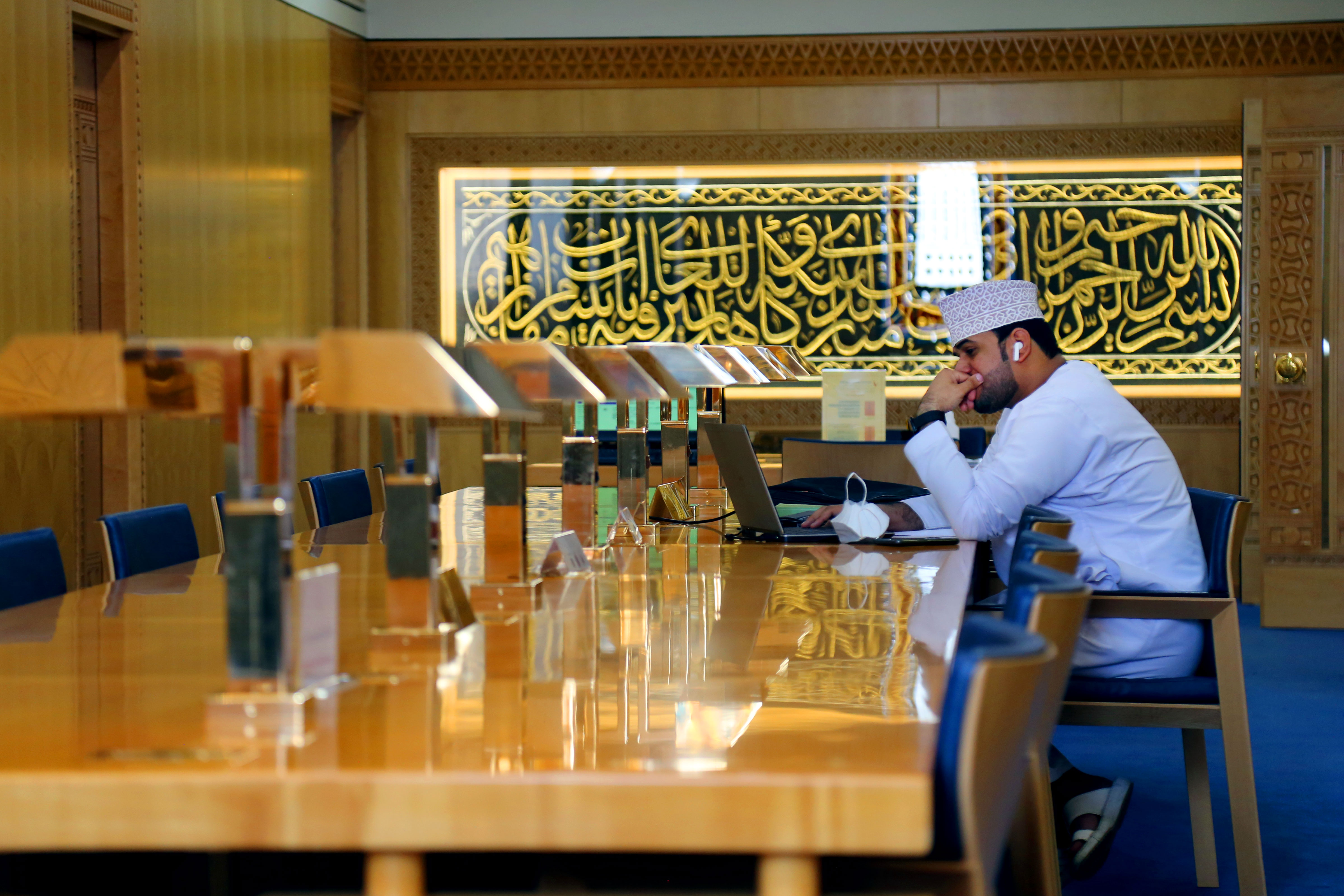
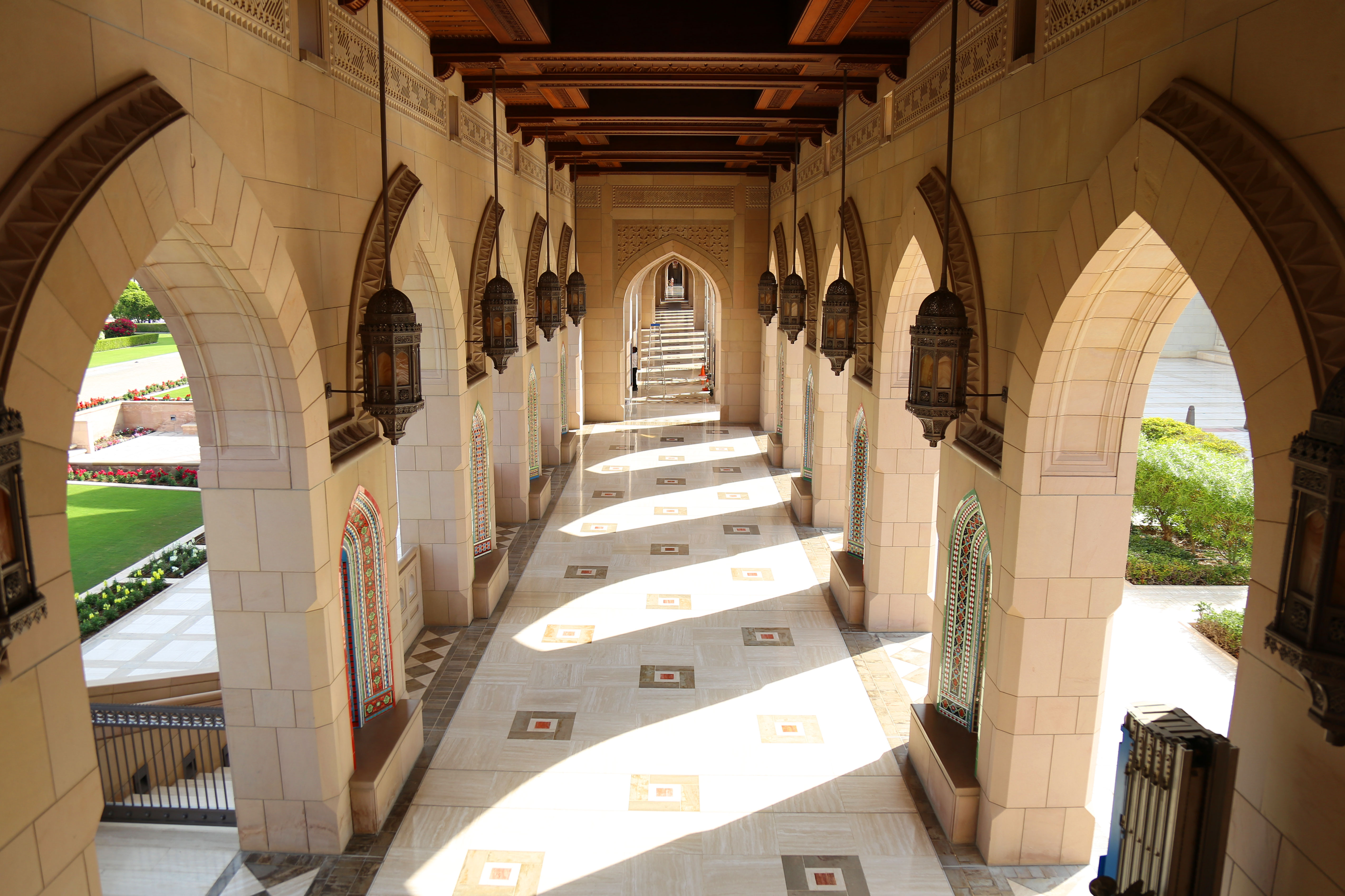
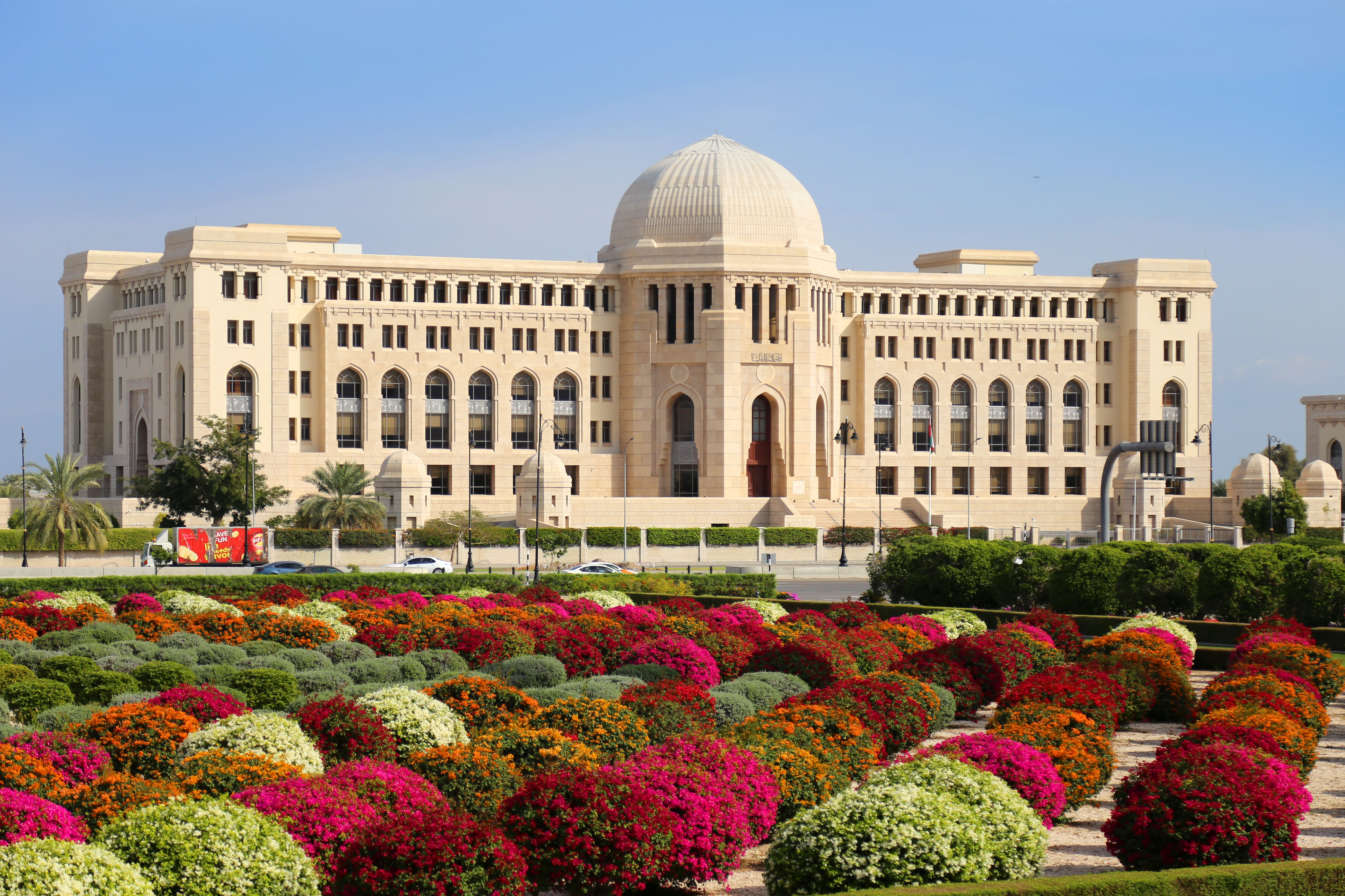
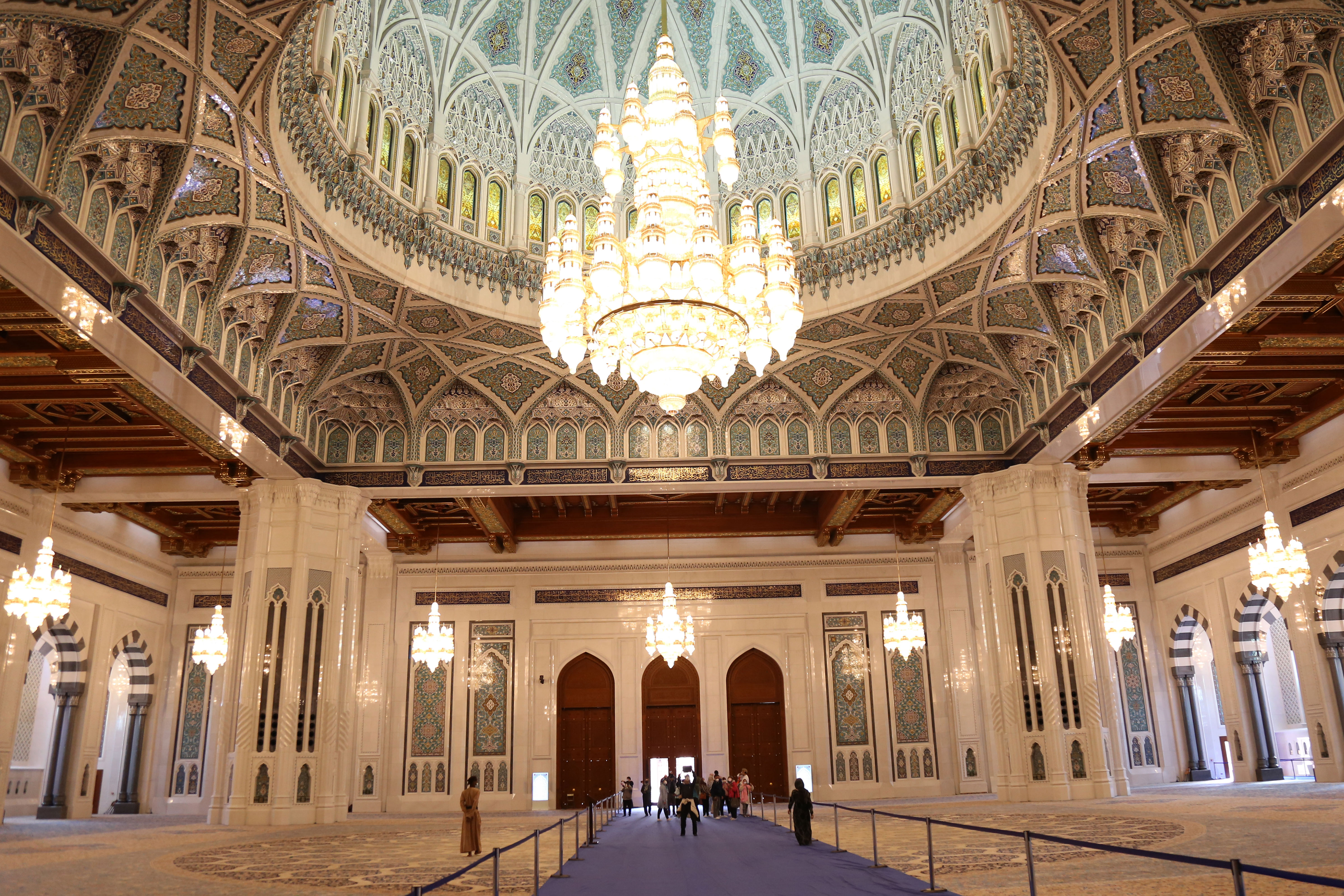
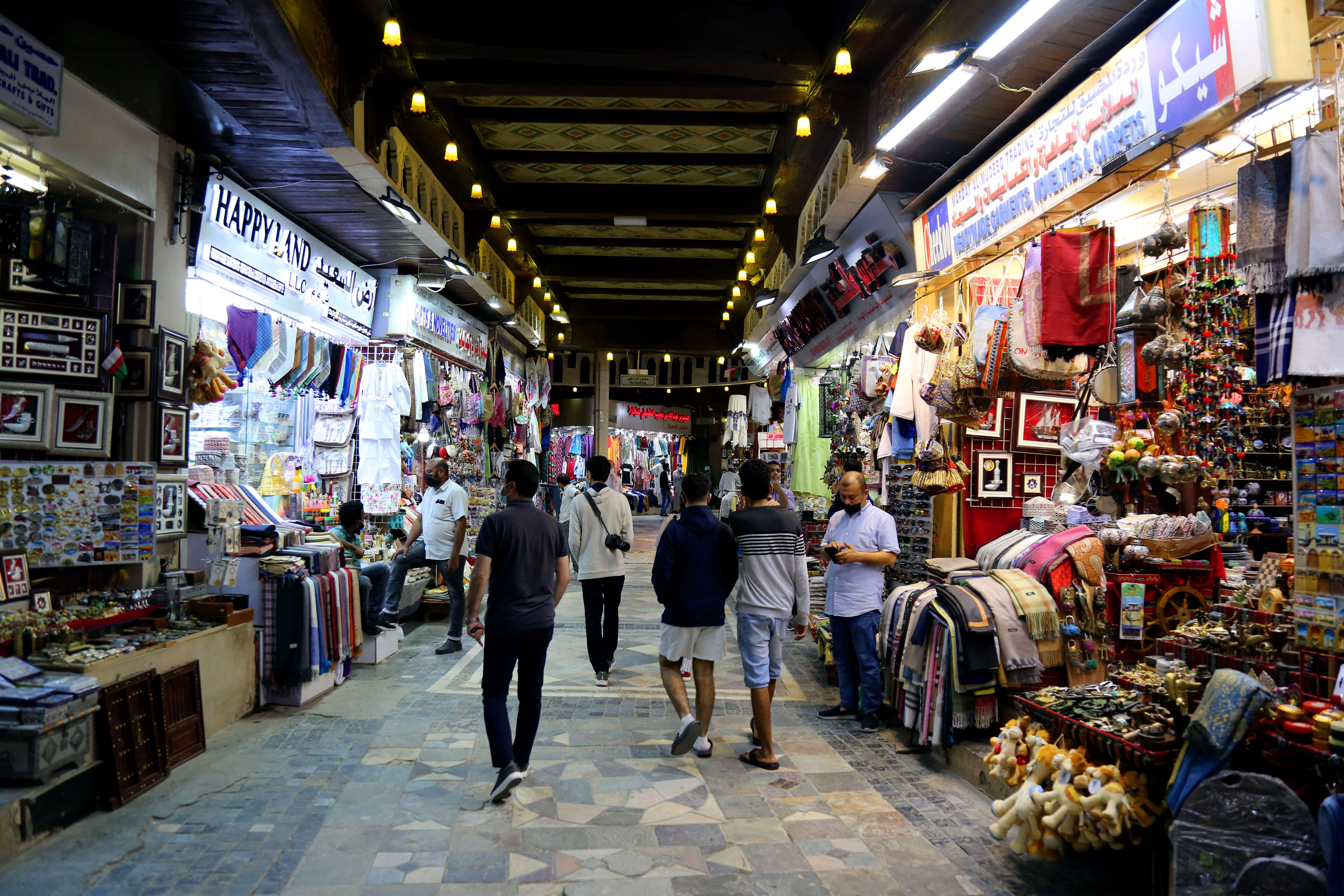
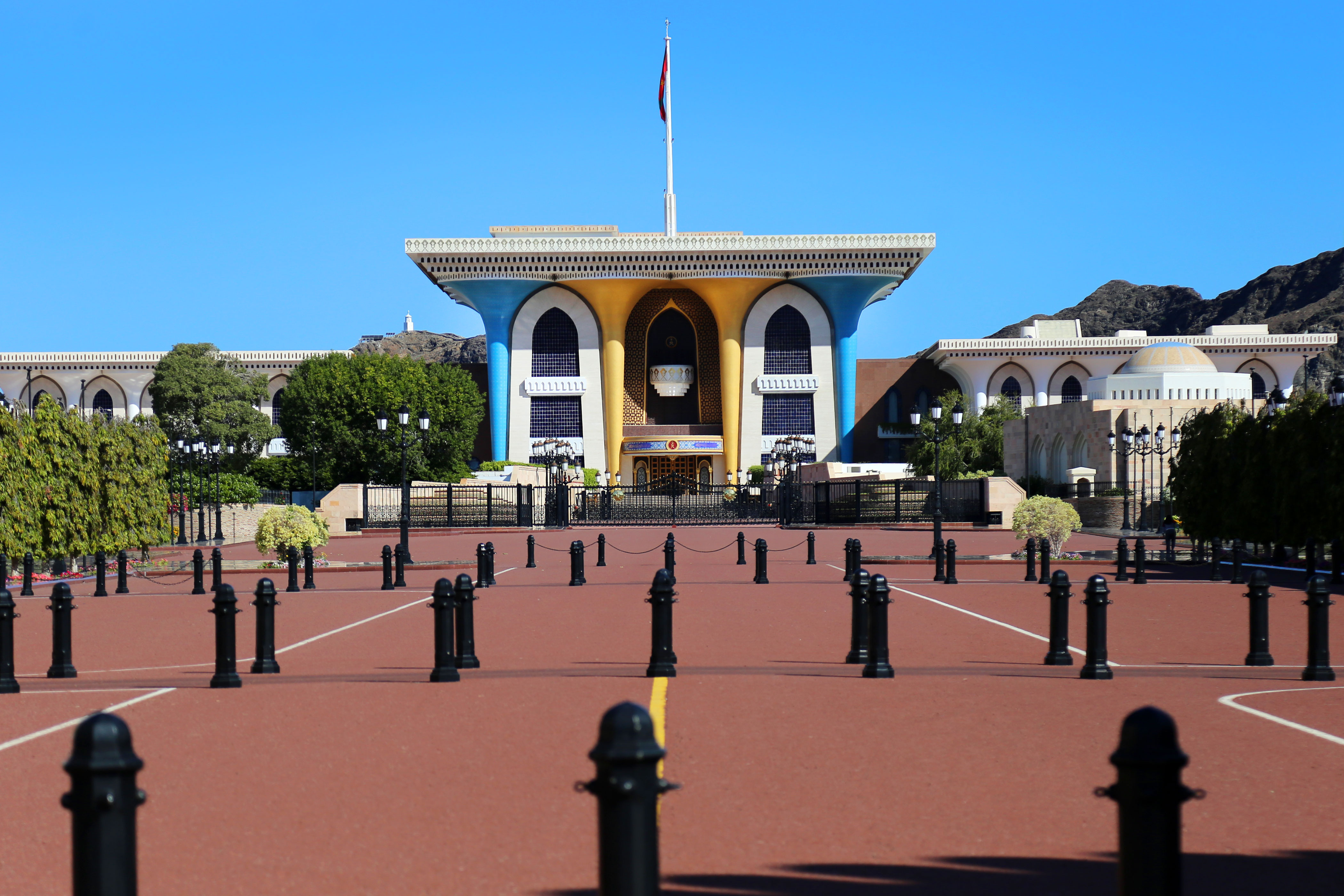
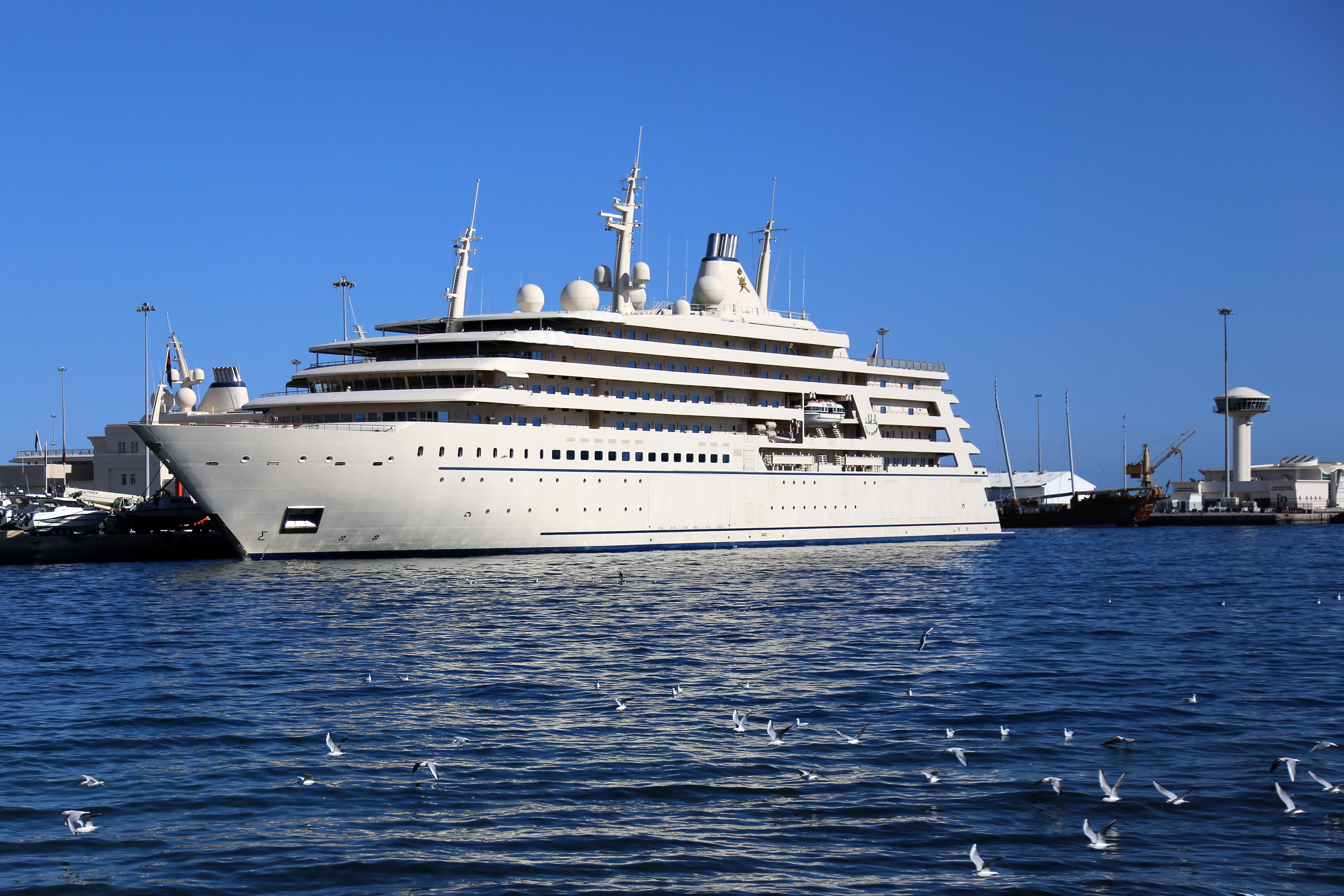
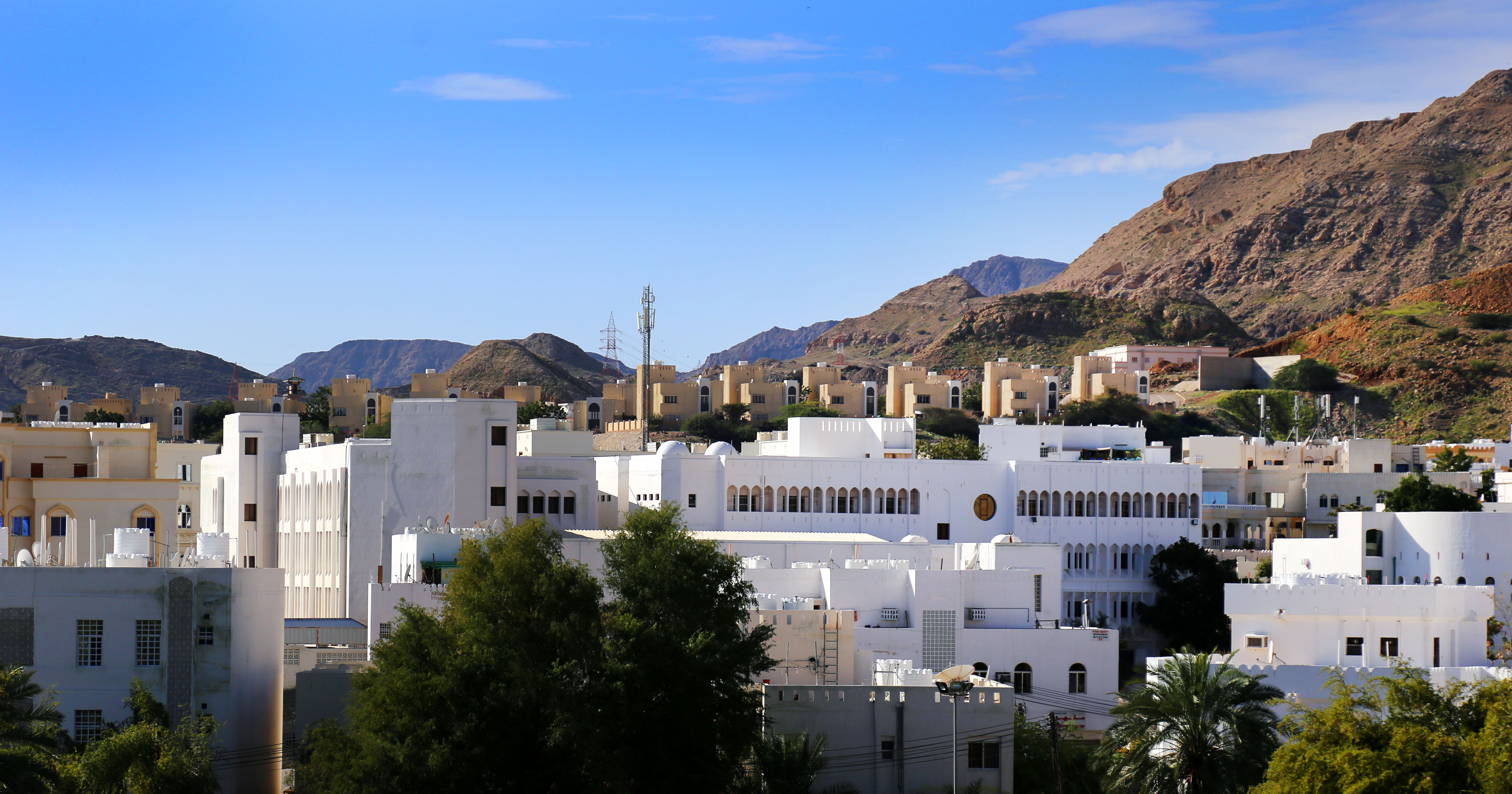
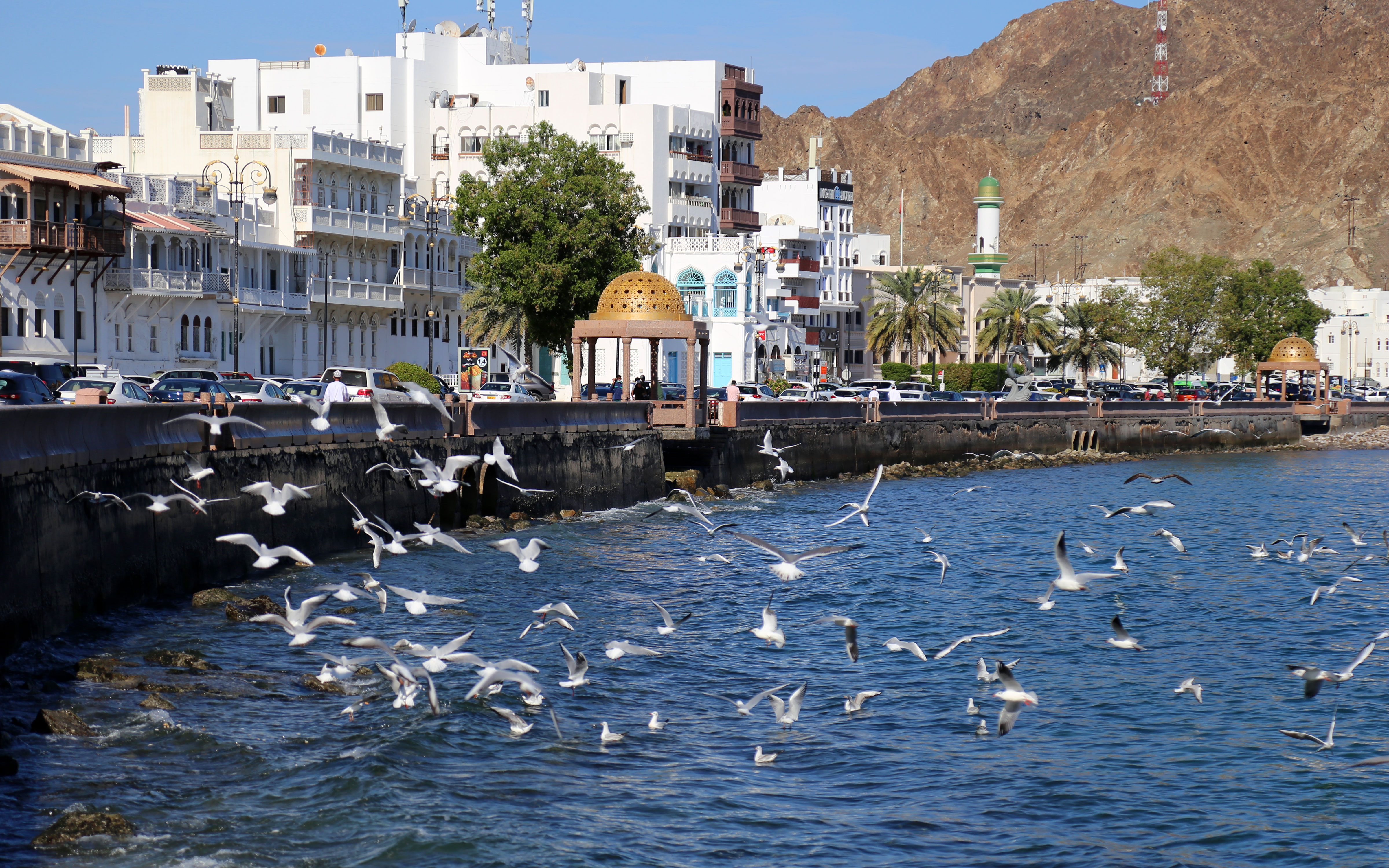
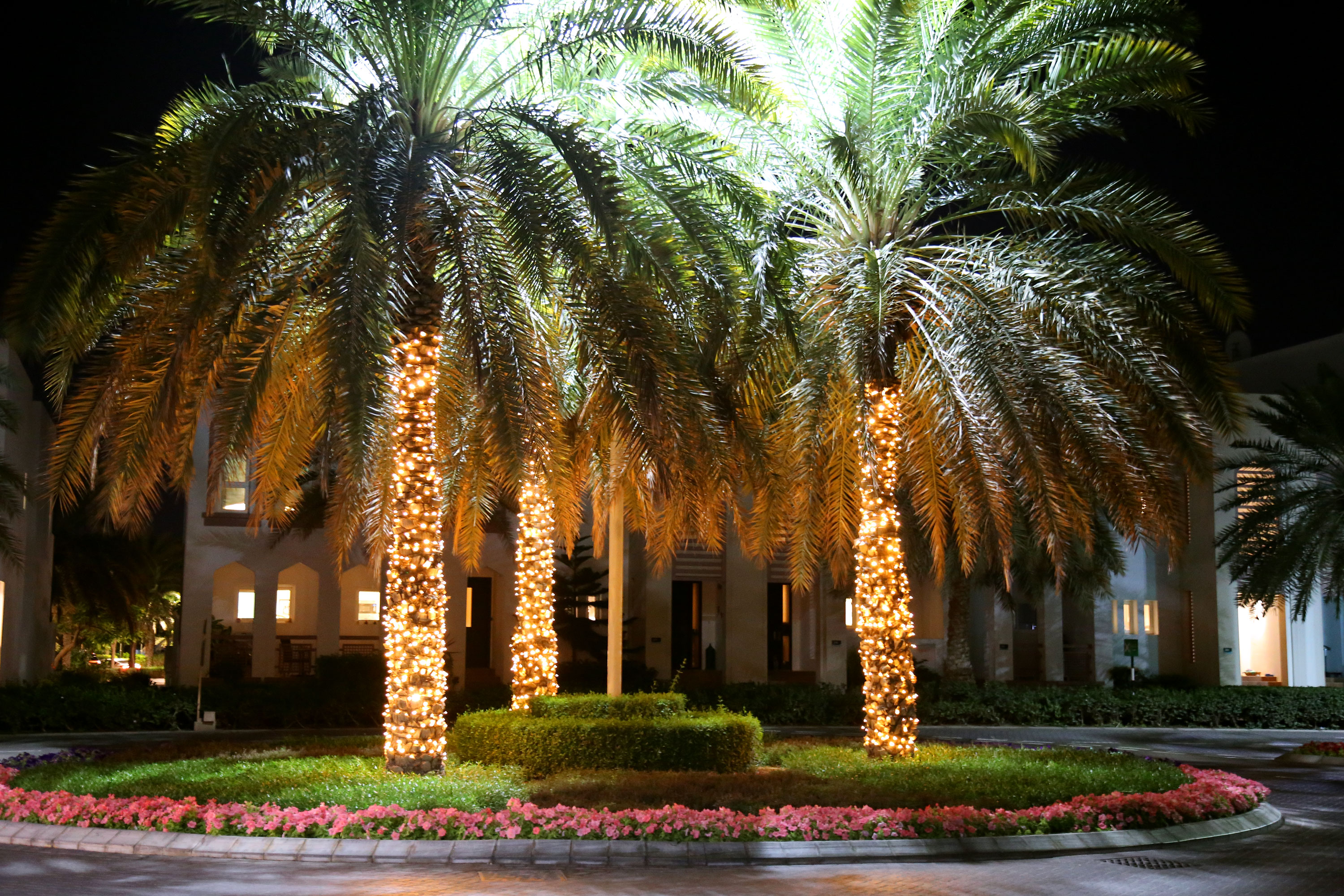
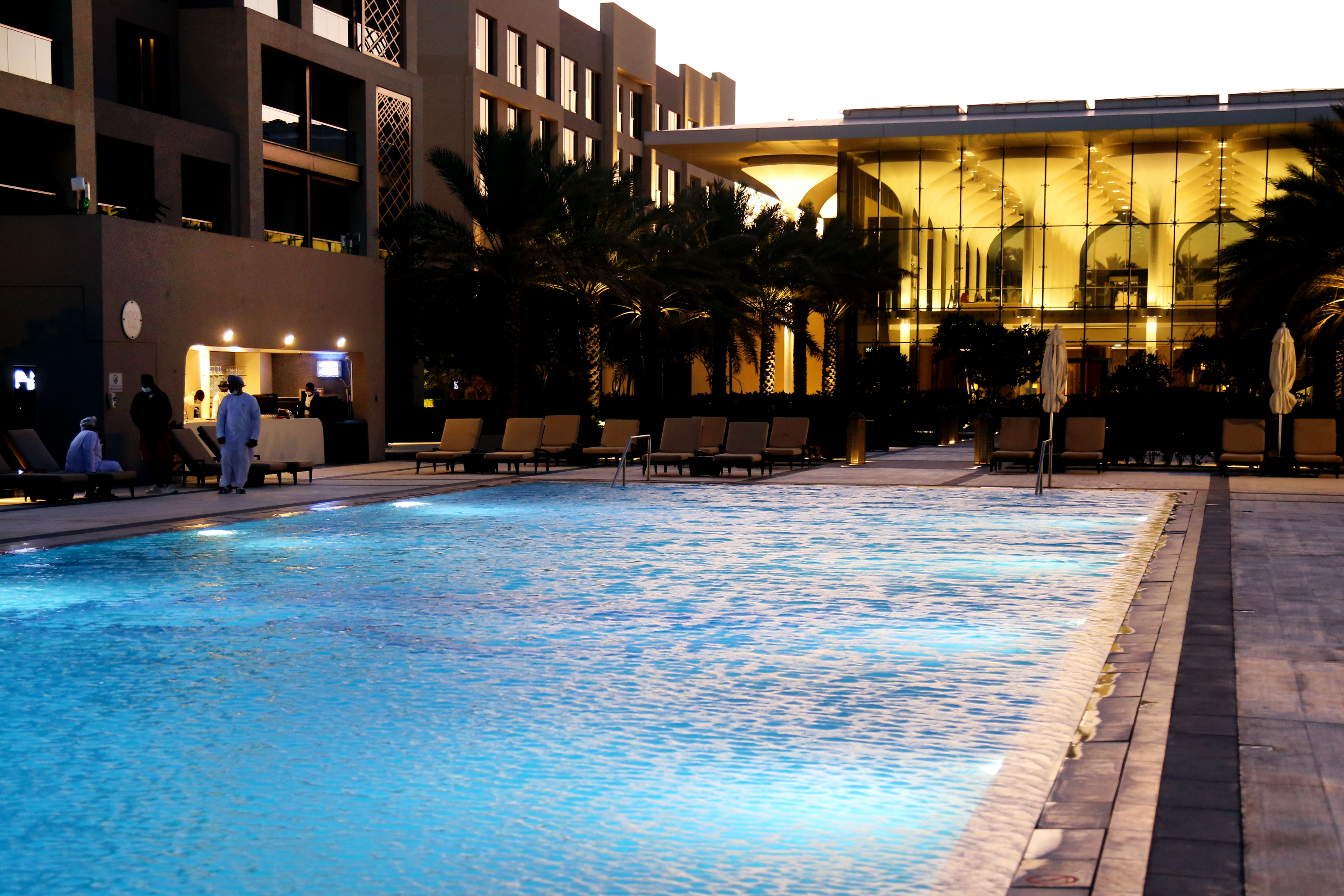
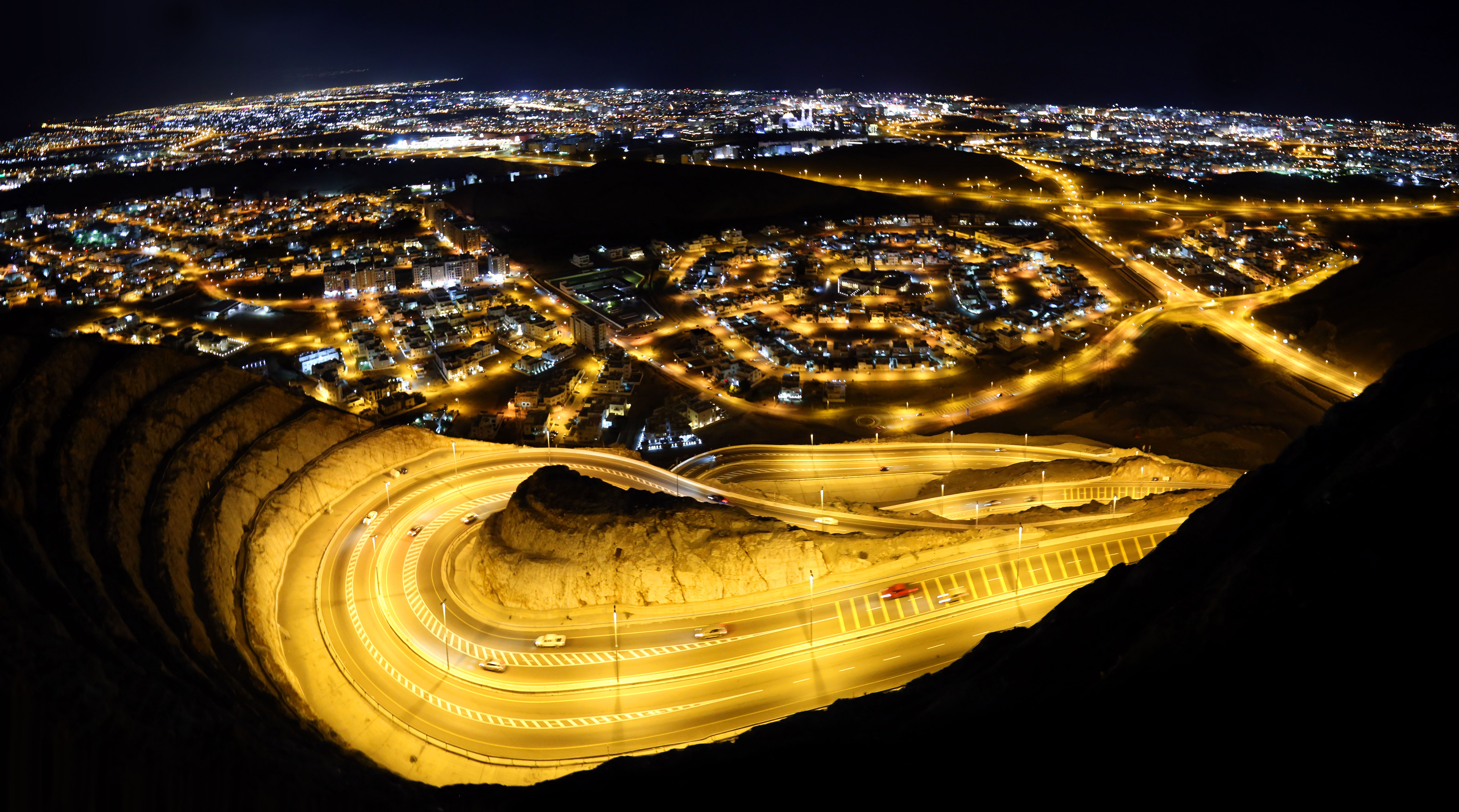
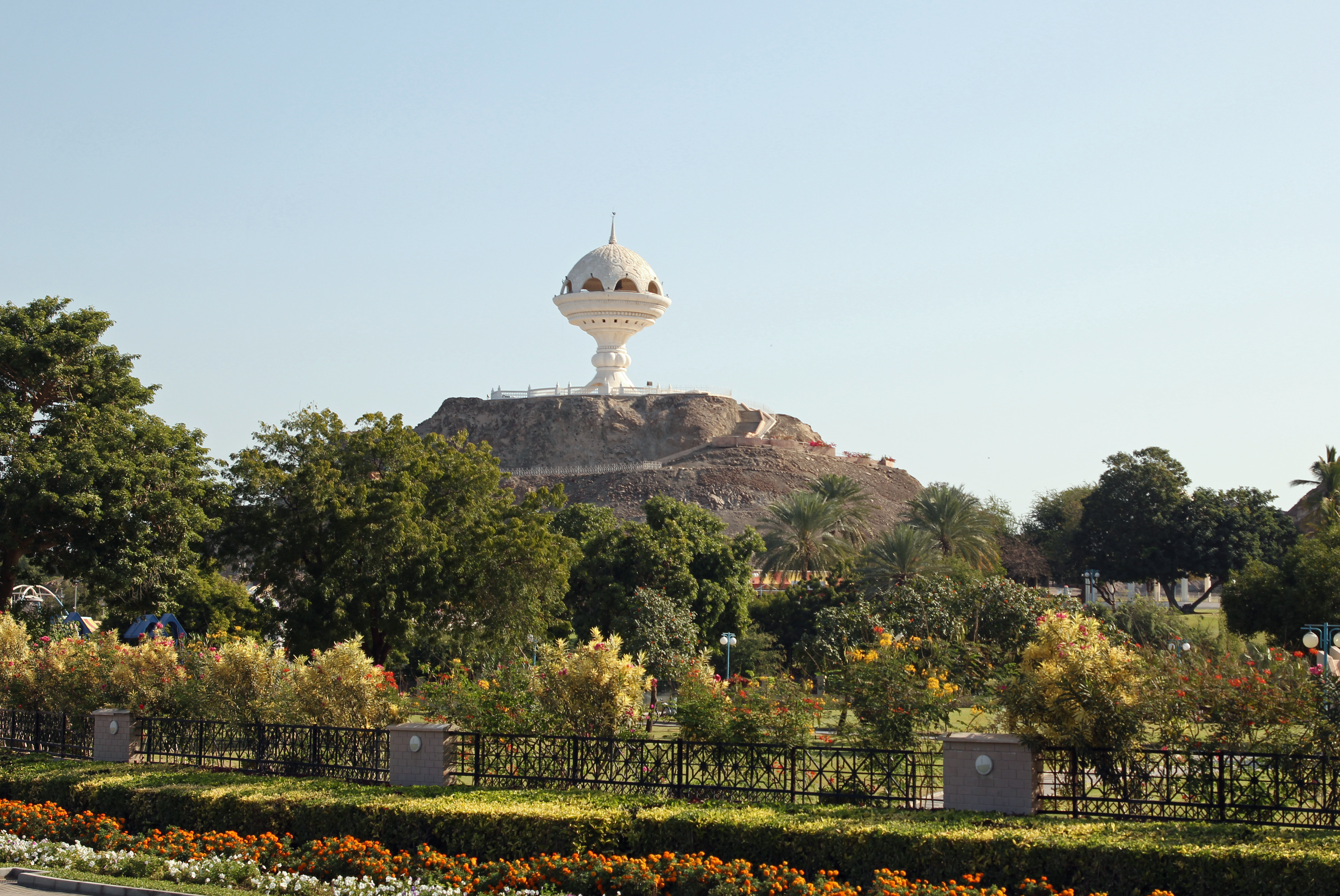